# 恩绪
恩绪（？—？），满洲旗人出身，满名恩柯拉图，因避讳光緒的年號，曾改名恩培，相声第三代传人，相声大师马三立的外祖父，师从阿彦涛。 　

## 轶事
恩绪最擅长唱太平歌词，曾进宫为慈禧太后演唱过太平歌词。恩绪共收徒十一人，值得一提的是，著名的相声八德中有三人（萬人迷李德鍚、李德祥、张德泉）师出恩绪门下。其余的徒弟是华子元、来德如、王葆山、广阔泉、高玉峰、谢芮芝、骆采舞、戴致斋。